# الدوري الإنجليزي الممتاز 2000–01
الدوري الإنجليزي الممتاز 2000–01 (بالإنجليزية: 2000–01 FA Premier League)‏ هو موسم من الدوري الإنجليزي الممتاز. أقيم خلال الفترة 19 أغسطس 2000 وحتى 19 مايو 2001، وفاز فيه مانشستر يونايتد وأرسنال الوصيف. وبهذا الفوز، أصبح السير أليكس فيرغسون أول مدير يفوز بثلاثة ألقاب متتالية في الدوري الإنجليزي الممتاز مع نفس النادي.